# Матта-Кларк, Гордон
Гордон Матта-Кларк (англ. Gordon Matta-Clark; имя при рождении: Гордон Роберто Эхауррен Матта; 22 июня 1943 — 27 августа 1978) — американский художник, известен произведениями в области предметно-ориентированного искусства.

## Биография
Родители Матта-Кларка были художниками: Энн Кларк, американская художница, и Роберто Матта, чилийский художник-сюрреалист, баскского, французского и испанского происхождения. Он был крестником жены Марселя Дюшана, Тини. Его брат-близнец Себастьян, также художник, покончил жизнь самоубийством в 1976 году.
С 1962 по 1968 год Матта-Кларк изучал архитектуру в Корнеллском университете, в том числе год в Сорбонне в Париже, где изучал французскую литературу. В 1971 году сменил свое имя на Гордон Матта-Кларк, взяв фамилию своей матери. Никогда не работал «традиционным» архитектором — направление своей деятельности он называл «анархитектурой». Во время учебы архитектурная программа Корнелла частично велась Колином Роу выдающимся теоретиком архитектуры модернизма.
Матта-Кларк использовал кино, видео и фотографии для документирования своих работ, которые включают в себя работы по переработке деталей, работы с пространством и текстурой, а также его «строительные разрезы». Он также использовал игру слов и другие словесные игры как способ переосмысления предопределенных ролей и отношений — всего, от людей до архитектуры.
В феврале 1969 года в Музее искусств Эндрю Диксона Уайта в Корнеллском университете, была организована выставка «Ленд-арт», куратором которой выступил Уиллоуби Шарп по приглашению Тома Ливитта. Матта-Кларк, который жил в то время в Итаке, был приглашен Шарпом для помощи художникам «Ленд-арт» в размещении их работ на выставке. Затем Шарп пригласил Матта-Кларка в Нью-Йорк, где Шарп познакомил его с представителями нью-йоркского мира искусства. Работа Матта-Кларка, Музей, в галерее Клауса Кертесса Бикерта, была отмечена в журнале Avalanche осенью 1970 года.
В 1971 году Матта-Кларк, Кэрол Гудден и Тина Жируард основали FOOD, ресторан в районе Сохо на Манхэттене. Ресторан превратил обед в событие с открытой кухней и экзотическими ингредиентами, которые прославляли кулинарию. Первый в своем роде в Сохо, Food стал широко известен среди богемы и стал центральным местом встречи таких групп, как ансамбль Philip Glass, Mabou Mines и танцоров Grand Union. Матта-Кларк управлял FOOD до 1973 года.
В начале 1970-х и в контексте художественного сообщества, окружающего FOOD, Матта-Кларк развил идею «анархитектуры» — от слов анархия и архитектура — чтобы привлечь внимание к пустырям, пустотам и заброшенным пространствам. С помощью своего проекта Fake Estates Матта-Кларк купил на аукционе 15 заброшенных небольших участков земли в Квинсе и Статен-Айленде, Нью-Йорк, за 25-75 долларов за участок. Он задокументировал их с помощью фотографий, карт, а также писал и рассказывал о них — но не смог каким-либо образом занять или застроить эти участки.
В 1974 году он выполнил буквальную деконструкцию, сняв фасад непригодного дома вдоль Лав-Канал и переместив получившиеся стены в Артпарк, в своей работе «Бинго» .
Для Биеннале де Пари в 1975 году он создал произведение под названием «Коническое пересечение», вырезав большую конусообразную дыру в двух таунхаусах 17-го века в рыночном районе, известном как Ле-Аль, который должен был быть снесён, для постройки центра Жоржа Помпиду .
Для своего последнего крупного проекта, «Цирк» или «Карибский апельсин» (1978), Матта-Кларк сделал кольцевые надрезы на стенах и полах таунхауса по соседству с первым Музеем современного искусства, Чикаго, здание (237 Ист-Онтарио-стрит), тем самым полностью изменив пространство.
После его проекта 1978 года MCA представил две ретроспективы работы Матта-Кларка, в 1985 и в 2008 годах. В 2008 году на выставке «Ты — мера» были представлены архивные материалы его Чикагского проекта 1978 года. «Ты — мера» был выставлен в Музее американского искусства Уитни в Нью-Йорке и Музее современного искусства в Лос-Анджелесе .
Матта-Кларк умер от рака поджелудочной железы 27 августа 1978 года в возрасте 35 лет в Нью-Йорке, штат Нью-Йорк . У него осталась жена — Джейн Кроуфорд. Архив Гордона Матта-Кларка хранится в Канадском центре архитектуры в Монреале.